# Balzan
Balzan és un municipi de Malta, situat a la part central de l'illa. El 2021 tenia 4.744 habitants. Té una interessant església del segle xvii dedicada a l'Assumpció de la Verge.